# Musica ricercata
Musica ricercata es un conjunto de once piezas para piano de György Ligeti. La obra se compuso de 1951 a 1953, poco después de que el compositor comenzara a dar conferencias en la Academia de Música de Budapest. La obra se estrenó el 18 de noviembre de 1969 en Sundsvall, Suecia. Aunque ricercata (o ricercar) es un estilo contrapuntístico establecido (y el movimiento final del trabajo es en esa forma), el título de Ligeti probablemente debería interpretarse literalmente como "música investigada" o "música buscada". Este trabajo captura la esencia de la búsqueda de Ligeti para construir su propio estilo de composición ex nihilo, y como tal presagia muchas de las direcciones más radicales que Ligeti tomaría en el futuro.
En respuesta a una petición del quinteto de Jeney, seis de los movimientos se organizaron para el quinteto de viento como Six Bagatelles para Wind Quintet (1953). Son, en orden: III, V, VII, VIII, IX, X.
Ocho movimientos (I, III, IV, VII, VIII, IX, X, XI) fueron transcritos para bayán por el acordeonista parisino Max Bonnay.

## Estructura según los tonos
Una característica estructural importante de Musica ricercata es que Ligeti se limita solo a ciertas clases de tono o notas en cada movimiento, y cada movimiento posterior tiene exactamente una clase de tono más que la anterior. Las clases de tono encontradas en cada movimiento son las siguientes:
| Movimiento | Tonos (notas)                                         |
| ---------- | ----------------------------------------------------- |
| I          | La, Re                                                |
| II         | Mi♯, Fa♯, Sol                                         |
| III        | Do, Mi, Mi♭, Sol                                      |
| IV         | La, Si♭, Fa♯, Sol, Sol♯                               |
| V          | La♭, Si, Do♯, Re, Fa, Sol                             |
| VI         | La, Si, Do♯, Re, Mi, Fa♯, Sol                         |
| VII        | La♭, La, Si♭, Do, Re, Mi♭, Fa, Sol                    |
| VIII       | La, Si, Do, Do♯, Re, Mi, Fa♯, Sol, Sol♯               |
| IX         | La, La♯, Si, Do, Do♯, Re, Re♯, Fa, Fa♯, Sol♯          |
| X          | La, La♯, Si, Do♯, Re, Re♯, Mi, Fa, Sol♭, Sol, Sol♯    |
| XI         | La, La♯, Si, Do, Do♯, Re, Re♯, Mi, Fa, Fa♯, Sol, Sol♯ |